# Expand
Expand és el nom d'una eina de productivitat J2EE, és a dir d'un conjunt de mecanismes que faciliten el treball de crear sistemes d'informació utilitzant tecnologia i estàndards Java. Tot i que es presenta com un producte únic, Expand inclou una selecció d'eines (totes elles de codi lliure), ordenades i agrupades en una distribució, amb tot el necessari per al procés de desenvolupament d'aplicacions JEE5.